# ديف بالمر
ديف بالمر (بالإنجليزية: Dave Palmer)‏ هو عازف لوحة المفاتيح أمريكي، ولد في 31 ديسمبر 1949 في دينتون في الولايات المتحدة.

## وصلات خارجية
- ديف بالمر على موقع ميوزك برينز (الإنجليزية)
- ديف بالمر على موقع ميوزك برينز (الإنجليزية)
- ديف بالمر على موقع أول ميوزيك (الإنجليزية)
- ديف بالمر على موقع ديسكوغز (الإنجليزية)